# Kelet-Mecsek Tájvédelmi Körzet

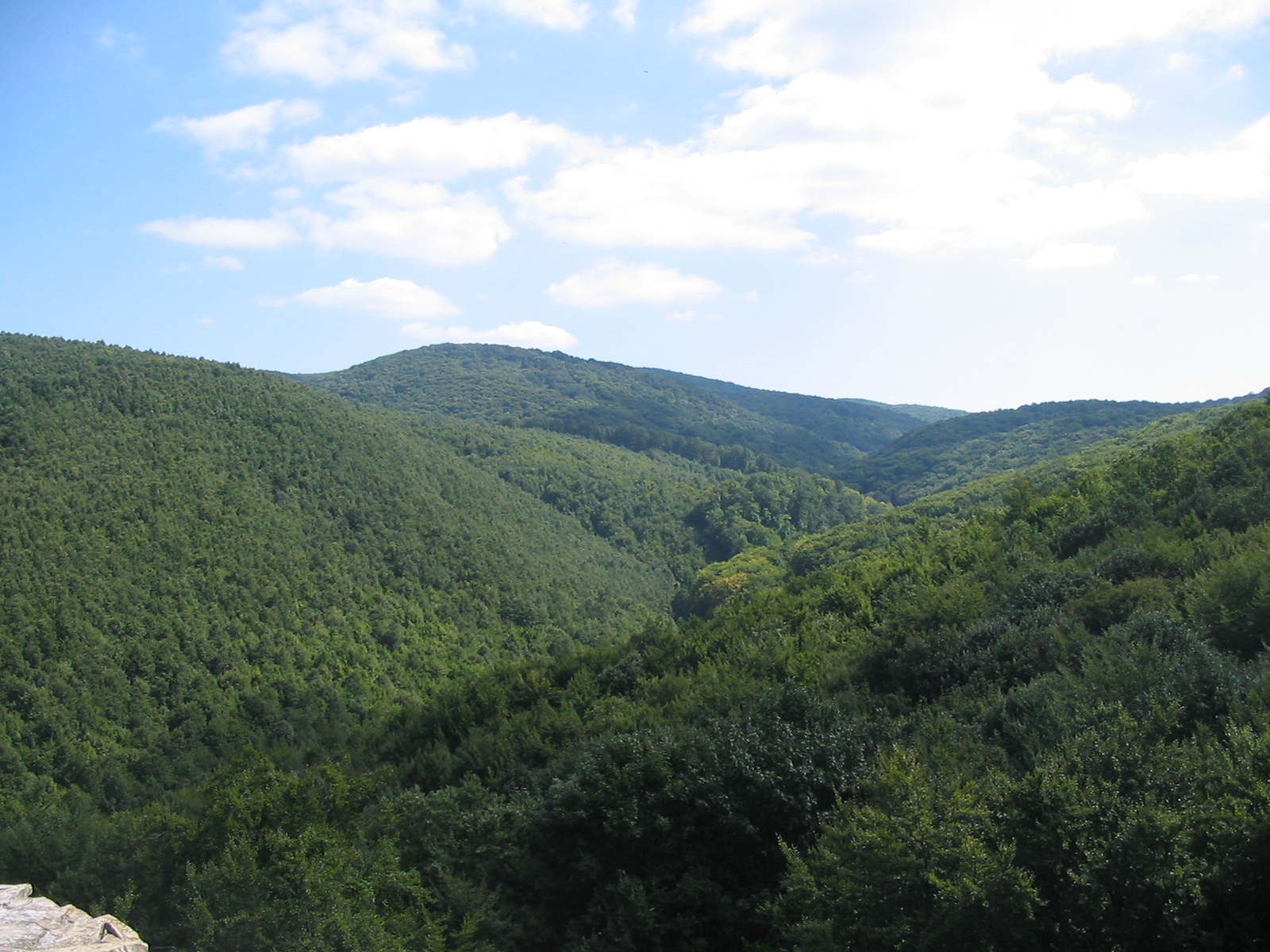
A Mecsek látképe

A Kelet-Mecsek Tájvédelmi Körzet a Duna–Dráva Nemzeti Park Igazgatóság természetvédelmi kezelésében álló védett terület Baranya vármegyében, a Mecsek hegység legérintetlenebb területein. Területe 9348 hektár, ebből mintegy 1180 hektár fokozottan védett . Legmagasabb pontja a Zengő. Mély völgyekkel, patakokkal, széles hegyhátakkal tagolt vidék.
Legalább 93 védett növényfaj él itt. Állatvilága kevésbé feltárt, de jelentős állattani értékek találhatók itt, mint például a bennszülött mecseki őszitegzes, vagy a darázsölyv.
A Körzethez kapcsolódik a Nagymező-Aranyhegy Természetvédelmi Terület, ahol több, mint harminc védett növényfaj fordul elő, köztük a bánáti bazsarózsa jelentős állománya, a bodzaszagú ujjaskosbor ritka, piros színváltozatú példányai, a fekete kökörcsin, a szennyes ínfű és a magyar zergevirág.

## Jogi háttér
1977-ben hozták létre (az Országos Természetvédelmi Hivatal elnökének 8/1977. számú OTvH határozatával), a következő indoklással: „Védje és őrizze meg a táj jellegzetes arculatát és gazdag természeti értékeit, a különböző szikla-alakzatokat, forrásokat és hegyi patakokat, a szubmediterrán flóraelemekben gazdag réteket, legelőket és erdőket, a ritka növényeket és természetes növénytársulásokat, valamint védett állatfajokat. Őrizze a táj kulturális értékeit, szolgálja a természeti és kultúrértékek megismerésére irányuló turizmust és idegenforgalmat.”
A körzetet a 10/1993. (III. 9.) KTM rendelettel bővítették, védettségét az 58/2007. (X. 18.) KvVM rendelet megerősítette: „3. § A védettség indoka és célja a területre jellemző karsztos folyamatok és formakincs, valamint a Mecsek mészkőszurdokaira jellemző életközösségek megóvása, a védett növényfajok és a hozzájuk kapcsolódó állatközösségek életfeltételeinek megőrzése.”

## Kialakulása
A Mecsek gyűrt, töréses szerkezetű röghegység, melynek alapja ókori kristályos (gránit) tömeg. Ez a földtörténeti ókor végén lesüllyedt és a kialakuló vályúkat elöntötte a tenger. Ebben halmozódtak fel a környező, összetöredezett táblák lepusztulásának termékei. Így keletkezett a perm időszaki homokkő és konglomerátum, melyben uránércet is bányásztak. A triász és jura tengeri üledékéből képződött mészkövek alkotják a Mecsek fő tömegét. A jura időszakban, tengerparti öblökben kőszén képződött. A legjelentősebb szerkezeti változások a kréta időszakban, a Kárpátok felgyűrődése idején zajlottak le. A kelet-mecseki részeken a kréta időszaki vulkánosság hatására magmás kőzetek is keletkeztek. Ezen vulkáni kőzetek képviselője a sajátos, csengő hangú fonolit és a vele együtt előforduló trachidolerit. A Mecsek geomorfológiája rendkívül jellegzetes, mert a hegység közepétől – a Kisújbánya mellett található medencétől – nagyjából körkörösen, sugárirányban kiinduló völgyek darabolják fel a röghegységet. A hegység változatos felépítését és bonyolult szerkezetét a Máré-vár tövében húzódó Várvölgyi Földtani Tanösvényen is tanulmányozhatjuk.

## Élővilága

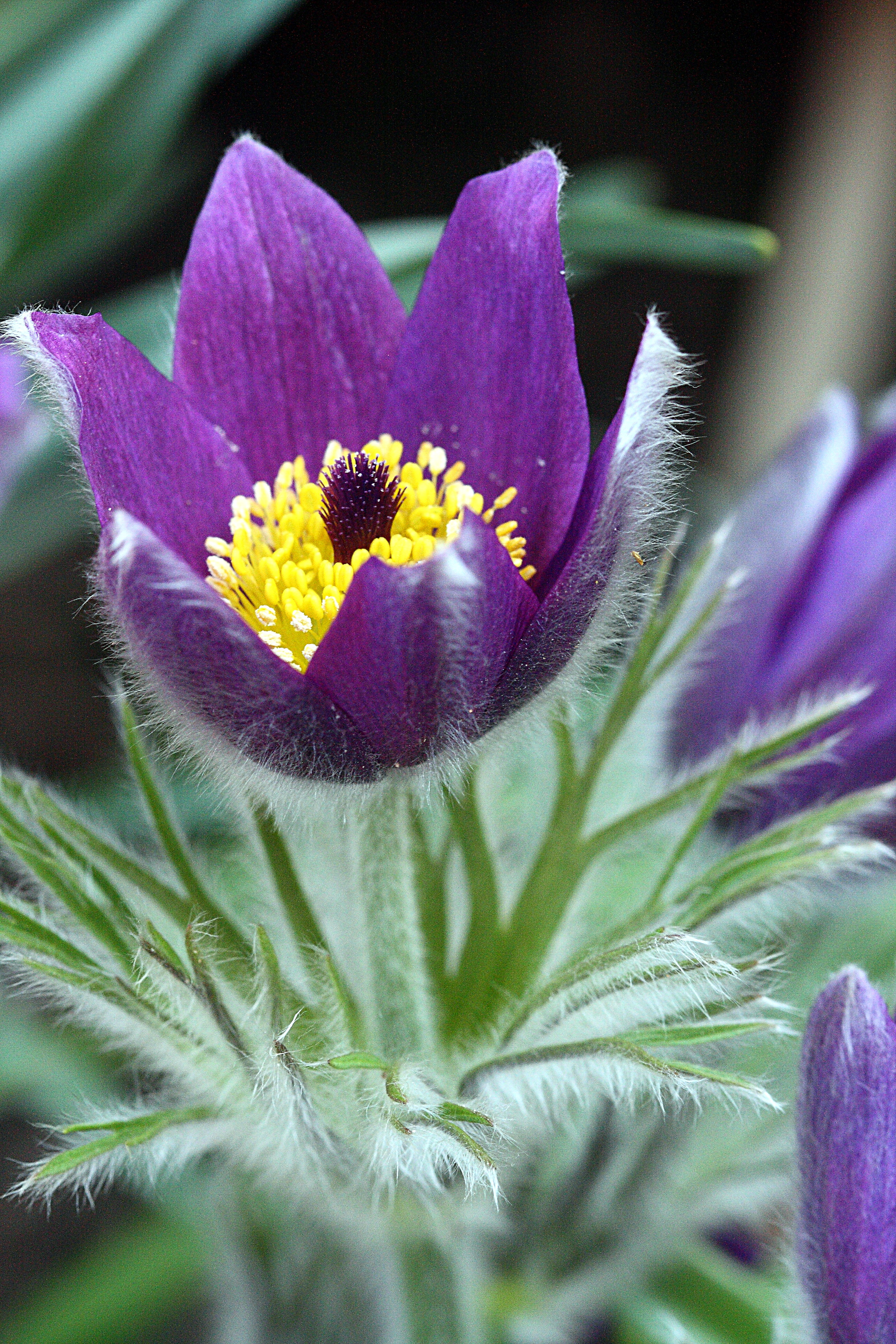
Leánykökörcsin

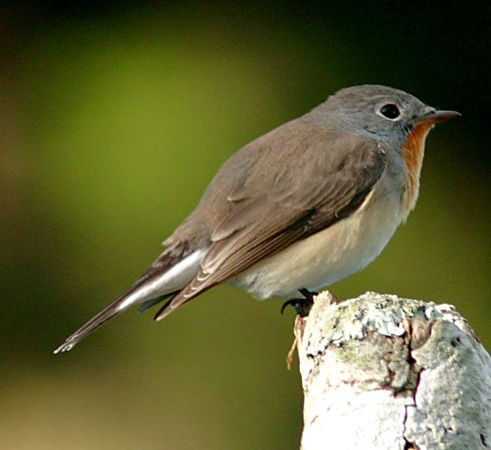
Kis légykapó

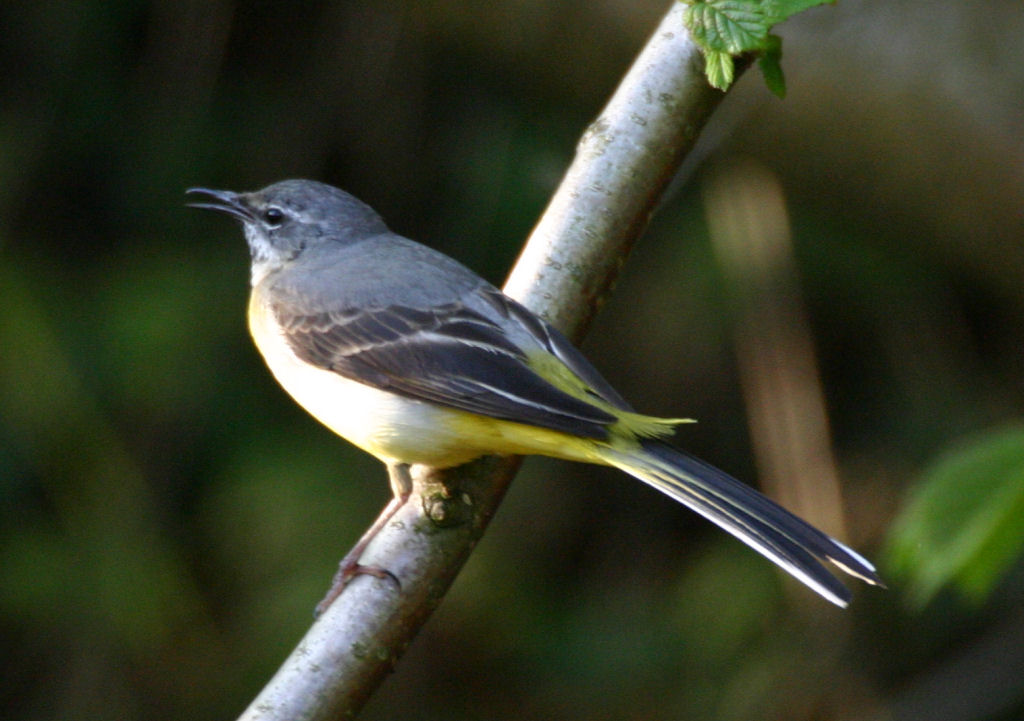
Hegyi billegető

A sok napsütés és forrás, a bőséges csapadék egyedi, mediterrán hatásokat is tükröző növényvilágot alakított ki. Ezen a területen él a szigorúan védett bánáti bazsarózsa teljes világpopulációjának jó része. Mediterrán növényei a kaukázusi zergevirág, a baranyai peremizs, helyenként a szúrós csodabogyó, az olasz müge, a majomkosbor és az aranyos baraboly. A Hármashegyen nő az óriás szegfű. A Hosszúhetény feletti Nagymezőn nő a tavaszi hérics a fekete és a leánykökörcsin és az agárkosbor.
A terület erdeinek fő tömegét három erdőtársulás alkotja. A mecseki bükkös, a mecseki gyertyános–tölgyes és a mecseki cseres-tölgyes borítja legnagyobb területen a Mecsek K-i részét. Ezekben az erdőkben több közönséges, de mégis a területre jellemző, védett növényfaj mellett ritka, csak a Mecsekre jellemző fajok is előfordulnak. Kora tavasszal bontja szirmait a nemes májvirág, a szártalan kankalin és a ma már védett illatos hunyor. Nagy területeket borít a szúrós csodabogyó, de a szintén piros bogyós rokonának, a lónyelvű csodabogyónak is felfedezhetjük télen is zöld csokrait.
A Kelet-Mecsekben több, mint hatvan madárfaj fészkel, köztük a kék galamb, a kis légykapó és az örvös légykapó, a fekete harkály, a zöld küllő, a hegyi billegető, a fekete gólya, a héja, egerészölyv, darázsölyv és a békászó sas.

## Települései[5]
- Apátvarasd

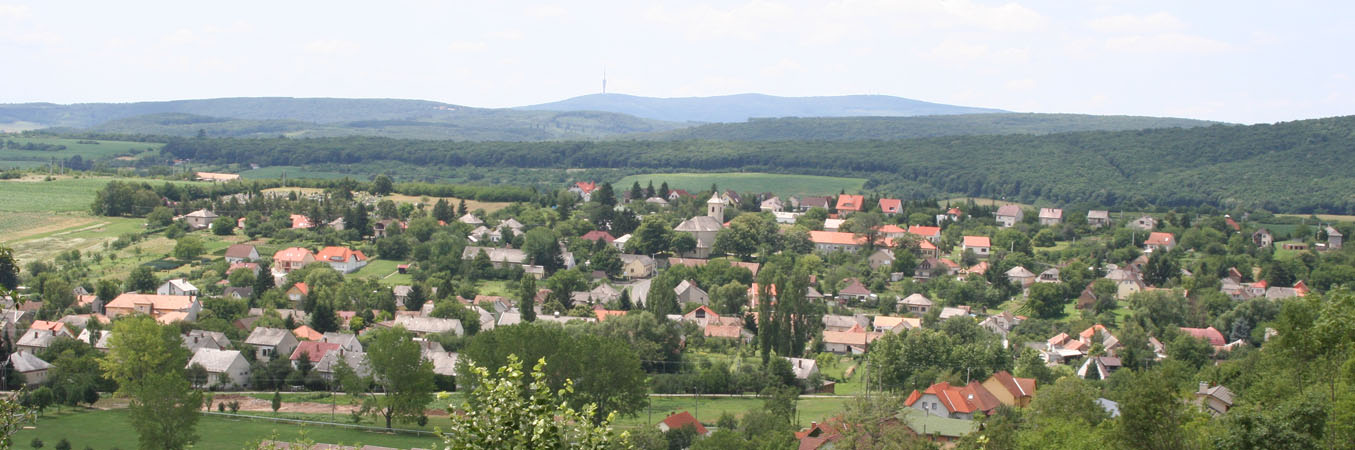
Hosszúhetény látképe

- Hosszúhetény (és a hozzá tartozó Kisújbánya és Püspökszentlászló)
- Kárász
- Máza
- Magyaregregy
- Mecseknádasd
- Óbánya
- Pécsvárad
- Szászvár
- Váralja
- Vékény
- Zengővárkony

## Látványosságok

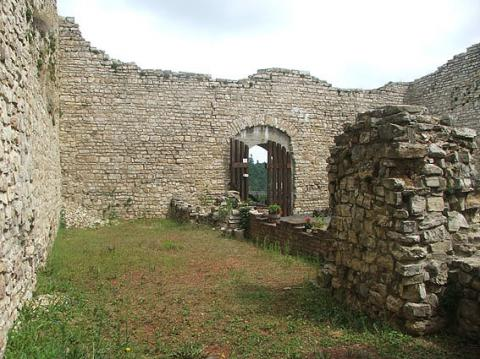
Márévár

- Kövestető és a Somlyó fonolitkúpjai
- Márévár (Magyaregregy közelében)
- A mecseknádasdi Árpád-kori templom
- Az óbányai patakvölgy
- A pécsváradi vár
- A pusztabányai üveghuta-romok
- A Rékavár (Mecseknádasd közelében)
- A püspökszentlászlói arborétum és püspöki kastély
- A Zengővár (a Zengő csúcsán)
- A zengővárkonyi szelídgesztenyés